# Kaliujne, Hluhiv
Kaliujne (în ucraineană Калюжне) este un sat în comuna Semenivka din raionul Hluhiv, regiunea Sumî, Ucraina.

## Demografie
Componența lingvistică a localității Kaliujne
     Ucraineană (98,01%)
     Rusă (1,99%)
Conform recensământului din 2001, majoritatea populației localității Kaliujne era vorbitoare de ucraineană (98,01%), existând în minoritate și vorbitori de rusă (1,99%).